# Adiantum obliquum
Adiantum obliquum là một loài dương xỉ trong họ Pteridaceae. Loài này được Willd. mô tả khoa học đầu tiên năm 1810.

## Hình ảnh

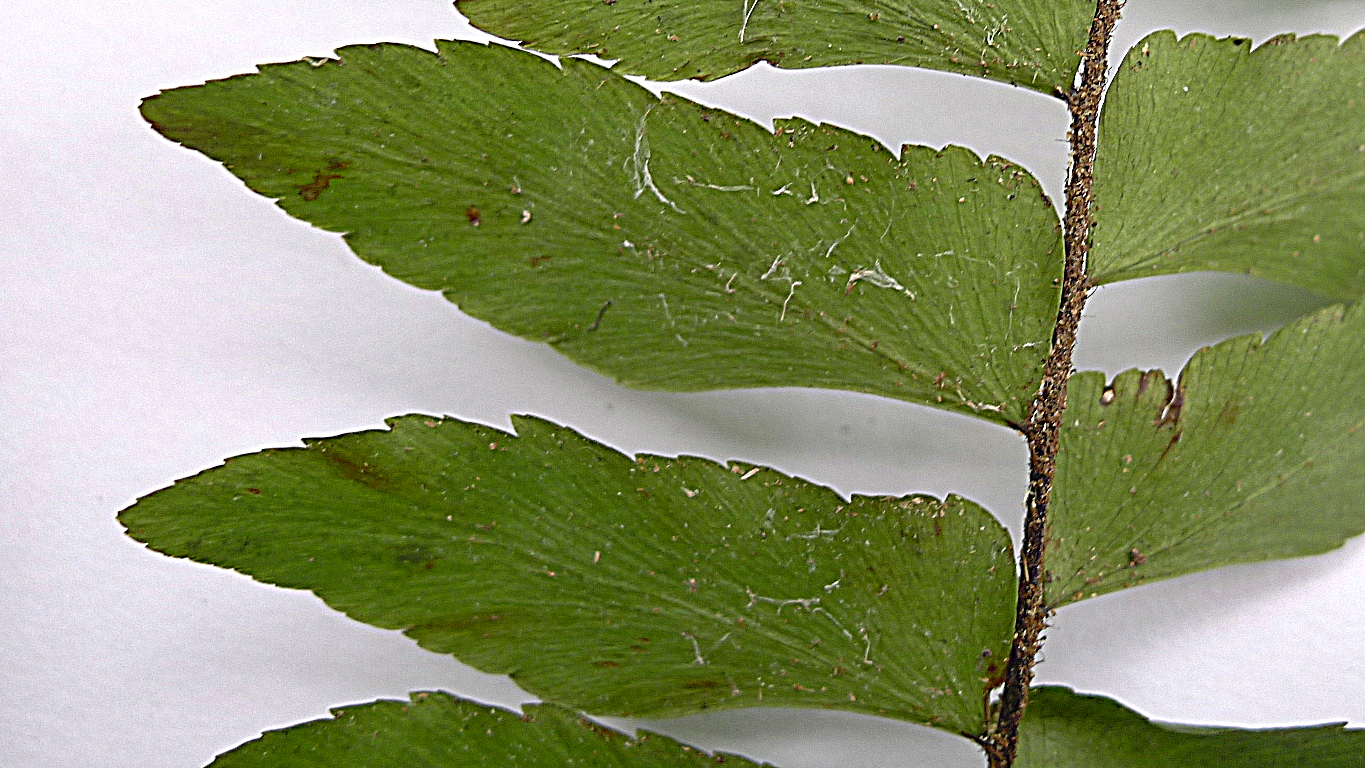
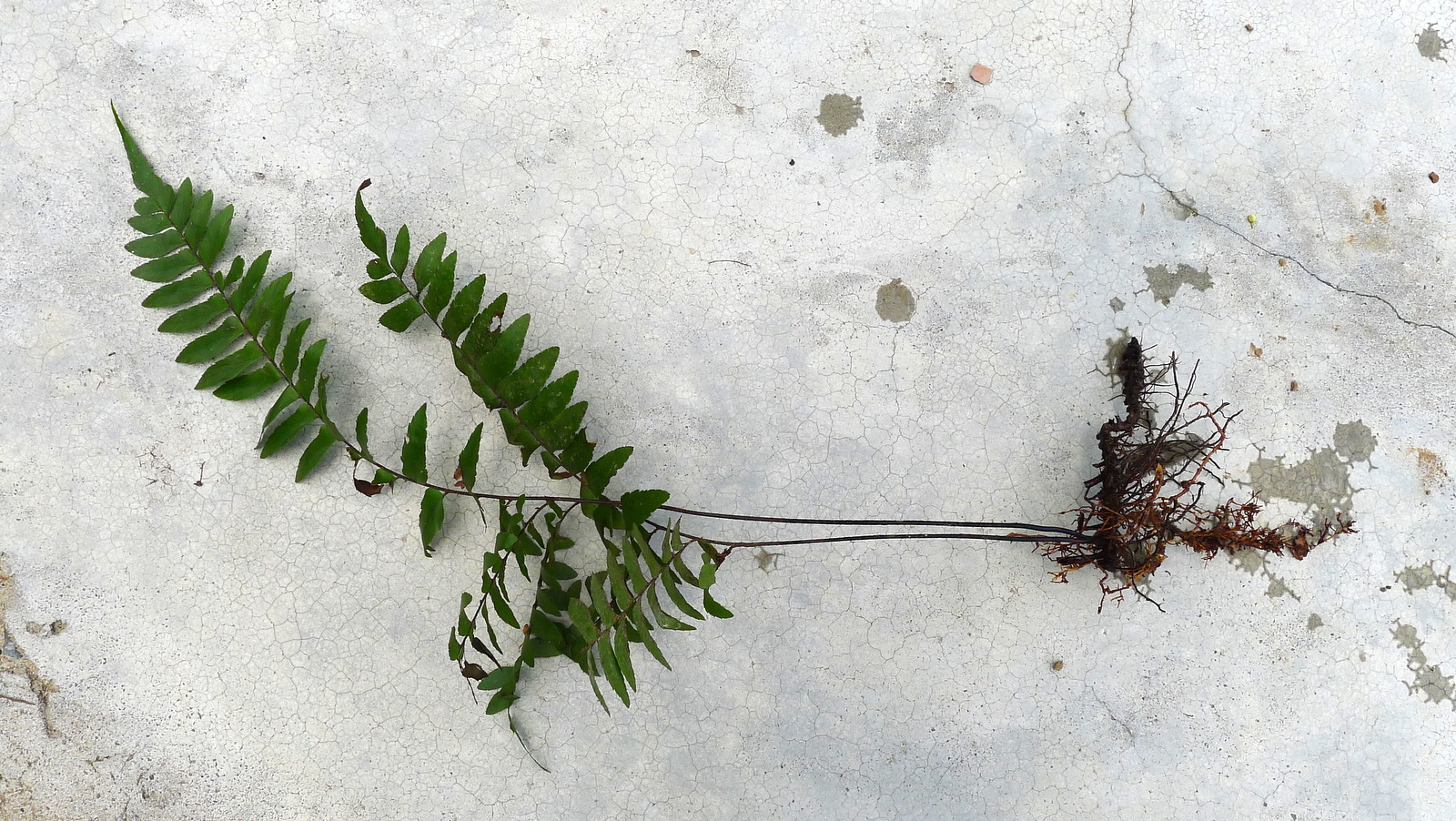
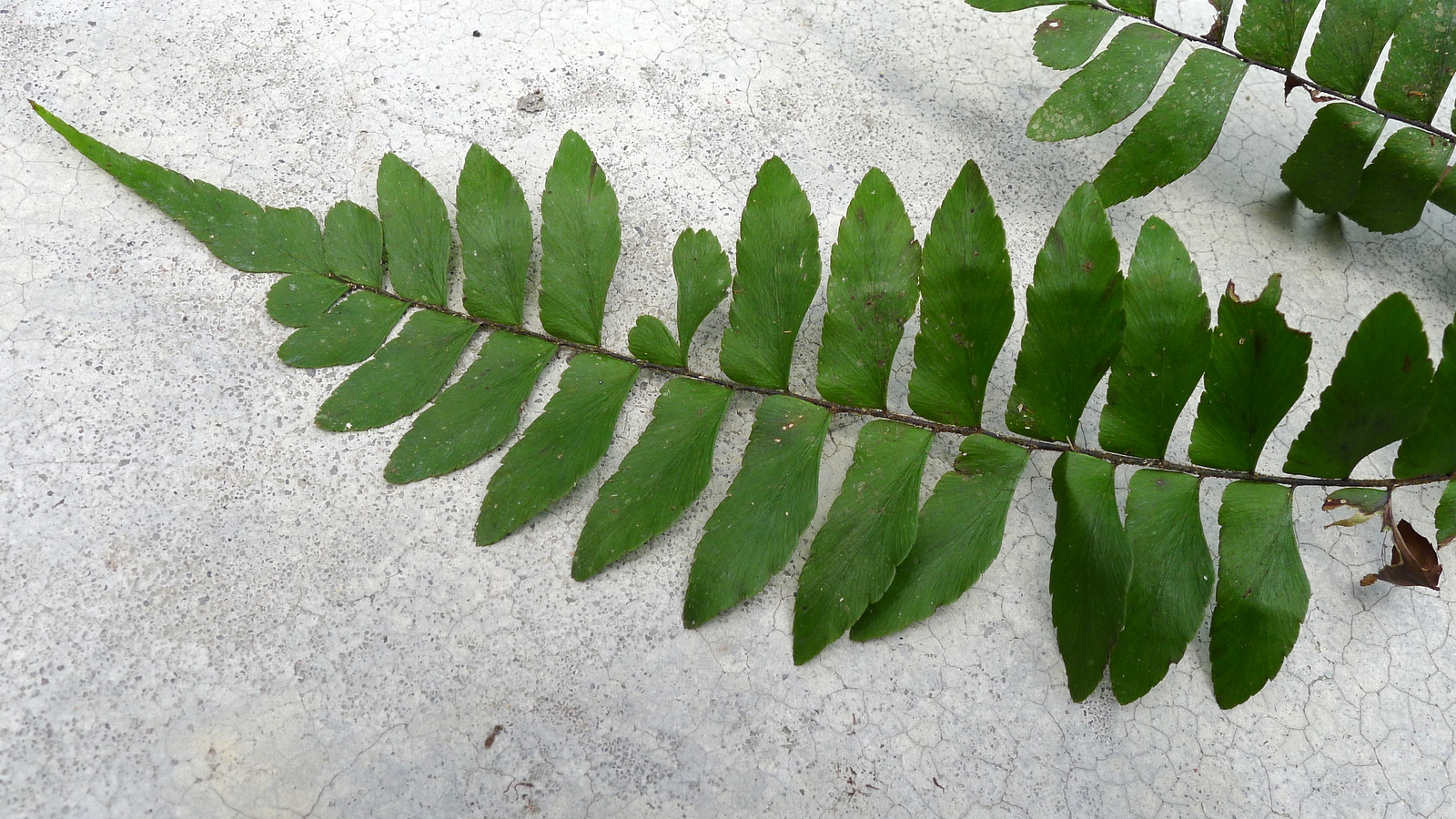
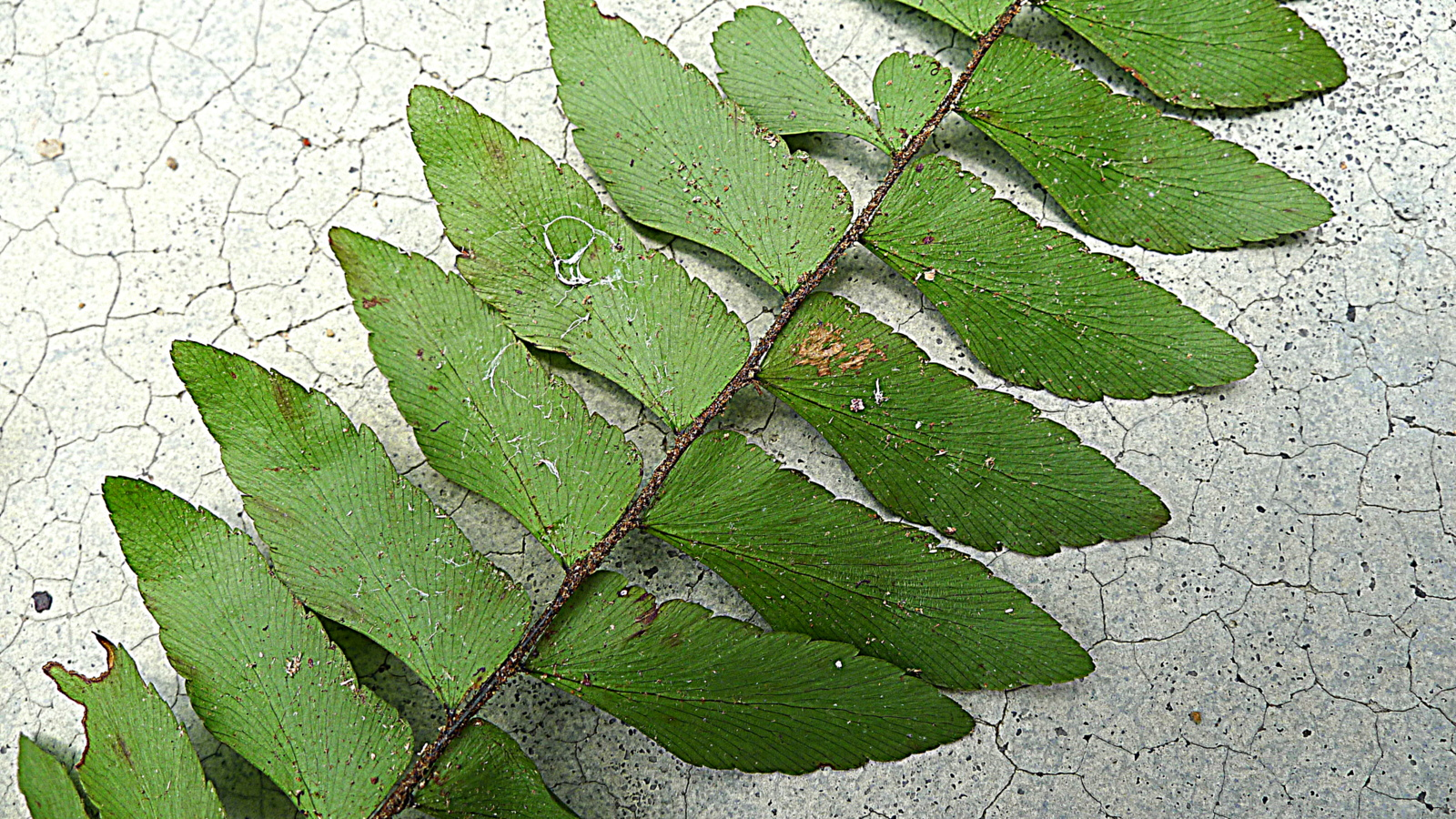